# Serie C 1956/1957
Soutěžní ročník Serie C 1956/1957 byl 19. ročník třetí nejvyšší italské fotbalové ligy. Konal se od 16. září 1956 do 16. června 1957. Vítězem se stal klub Prato.

## Události
Sezonu vyhrálo Prato, které mělo o 3 body více než druhý postupující Lecco. Těm se podařilo dokončit sezonu na 2. místě a to  do posledního kola, když udolala tlaku Salernitany, která nakonec měla o jeden bod méně.
Sestupu se týkalo jen tří klubů, protože se rozhodlo o reorganizaci soutěže IV Serie. Nakonec sestup byl v Trevisu, Molfettě a v Siracusi, která ale nakonec dostala pozvánku i do dalšího ročníku díky konci Pavie.

## Tabulka
| Poř. | Tým         | Z  | V  | R  | P  | VG | OG | B  |
| ---- | ----------- | -- | -- | -- | -- | -- | -- | -- |
| 1.   | Prato       | 34 | 19 | 10 | 5  | 50 | 20 | 48 |
| 2.   | Lecco       | 34 | 16 | 13 | 5  | 43 | 23 | 45 |
| 3.   | Salernitana | 34 | 18 | 8  | 8  | 47 | 27 | 44 |
| 4.   | Reggiana    | 34 | 14 | 10 | 10 | 39 | 31 | 38 |
| 5.   | Cremonese   | 34 | 14 | 9  | 11 | 38 | 37 | 37 |
| 6.   | Mestrina    | 34 | 11 | 14 | 9  | 47 | 44 | 36 |
| 7.   | Biellese    | 34 | 12 | 10 | 12 | 43 | 47 | 34 |
| 8.   | Pavia       | 34 | 11 | 11 | 12 | 34 | 39 | 33 |
| 9.   | Reggina     | 34 | 12 | 8  | 13 | 33 | 29 | 32 |
| 10.  | Siena       | 34 | 11 | 10 | 13 | 40 | 42 | 32 |
| 11.  | Carbosarda  | 34 | 13 | 6  | 15 | 46 | 49 | 32 |
| 12.  | Livorno     | 34 | 11 | 9  | 14 | 36 | 36 | 31 |
| 13.  | Sanremese   | 34 | 11 | 9  | 14 | 38 | 44 | 31 |
| 14.  | Vigevano    | 34 | 12 | 7  | 15 | 45 | 55 | 31 |
| 15.  | Catanzaro   | 34 | 11 | 9  | 14 | 22 | 29 | 31 |
| 16.  | Siracusa    | 34 | 9  | 11 | 14 | 28 | 43 | 29 |
| 17.  | Treviso     | 34 | 8  | 10 | 16 | 33 | 49 | 26 |
| 18.  | Molfetta    | 34 | 8  | 6  | 20 | 35 | 53 | 22 |

Poznámky
- Z = Odehrané zápasy; V = Vítězství; R = Remízy; P = Prohry; VG = Vstřelené góly; OG = Obdržené góly; B = Body
- za výhru 2 body, za remízu 1 bod, za prohru 0 bodů.
- při rovnosti bodů rozhodoval rozdíl mezi vstřelených a obdržených branek.
- klub Siracusa nesestoupil.

|  | Postup do Serie B  |
|  | Sestup do IV Serie |